# Escapães
Escapães é uma localidade portuguesa sede da Freguesia de Escapães do Município de Santa Maria da Feira, freguesia com 5,44 km² de área e 3315 habitantes (censo de 2021), tendo, por isso, uma densidade populacional de 609,4 hab./km².

## Demografia
A população registada nos censos foi:
| Distribuição da População por Grupos Etários | Distribuição da População por Grupos Etários | Distribuição da População por Grupos Etários | Distribuição da População por Grupos Etários | Distribuição da População por Grupos Etários |
| -------------------------------------------- | -------------------------------------------- | -------------------------------------------- | -------------------------------------------- | -------------------------------------------- |
| Ano                                          | 0-14 Anos                                    | 15-24 Anos                                   | 25-64 Anos                                   | > 65 Anos                                    |
| 2001                                         | 533                                          | 459                                          | 1669                                         | 367                                          |
| 2011                                         | 451                                          | 385                                          | 1958                                         | 515                                          |
| 2021                                         | 432                                          | 353                                          | 1845                                         | 685                                          |

## Património
- Ermida de Nossa Senhora das Necessidades
- Cruzeiro
- Igreja de São Martinho (matriz)
- Capela de Santo António
- Casas de Vale Grande e da Fidalga
- Monumentos ao sapateiro e à Mãe da Igreja
- Largo Dona Rosália Reis
- Parque do Eleito Local